# Marshallöarnas flagga
Marshallöarnas flagga består av en stor vit stjärna och två parallella ränder, vilka löper diagonalt över en blå bakgrund. Flaggan antogs den 1 maj 1979. Förhållandet höjd/bredd är det ovanliga 10:19.

## Symbolik
Stjärnan är en symbol för ögruppen, som ligger strax norr om ekvatorn. Uddarna på stjärnan representerar de 24 kommunerna och de fyra längre uddarna – som bildar ett kors – står för den kristna tron. De symboliserar också huvudstaden Majuro och distrikten Wotje, Jaluit och Kwajalein. Den vita färgen symboliserar fred och renhet; orange står för överflöd, mod och framgång, medan den blå bottenfärgen är en symbol för det vidsträckta Stilla havet. De två ränderna symboliserar de två atollkedjor som utgör Marshallöarna: Ralik (orange) och Ratak (vitt). Att ränderna blir bredare står för växande välstånd och en ljus framtid för öarna.

## Historik
Flaggan formgavs av regeringschefens fru, Emlain Kabua. Hennes bidrag vann över 50 andra i en nationell tävling som utlystes i samband med att Marshallöarna skulle brytas ut ur USA:s förvaltningsområde i Stilla havet. Flaggan antogs av parlamentet nirijela genom lag nr 4 (P.L. 1979-1) den 12 juni 1979 och godkändes av High Commissioner Adrian P. Winkel den 22 juni 1979.